# 798 TCN
798 TCN là một năm trong lịch La Mã.